# Кала (час)

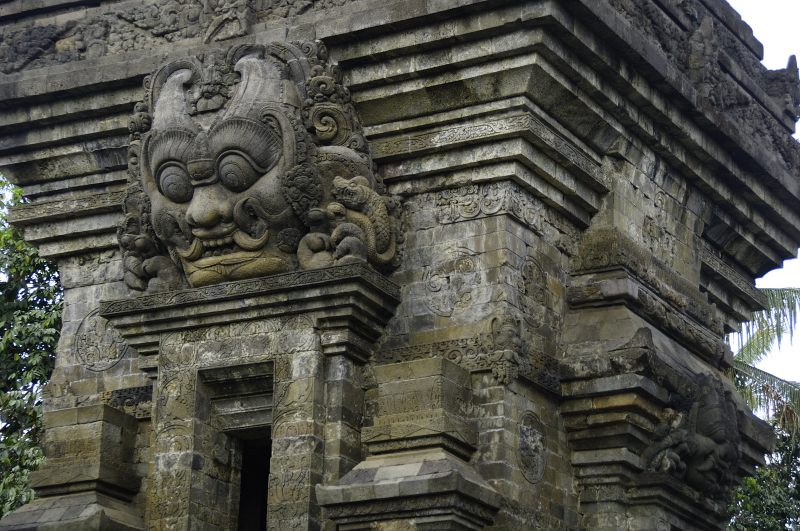
Барельєф із зображенням голови Кали над воротами індуїстського храму на острові Ява.

Кала (санскр. काल,  Kāla IAST — «час».) — індуїстське божество, персоніфікація циклічності часу. Санскритське іменник «калу» сходить до індоєвропейського кореня зі значенням обертання і споріднене з нашим «коло». В індуїзмі та інших індійських релігіях циклічність часу метафорично представляється у вигляді калачакри («колеса часу»). Інше значення слова «калу» — це «чорний», «темний», «темносиній».
Кала як уособлення усеруйнуючого часом це бог смерті, якого іноді ототожнюють з Ямою. Кала — це також давньоіндійська одиниця вимірювання часу, яка рівна 1/900 частині дня або 96 секундам.
У яванській міфології, Кала — це бог руйнування і чоловік Дурги. Калу там зображують як гіганта, породженого з сімені царя богів Батхари. У Боробудурі ворота прикрашає гігантська голова Кали, роблячи їх схожими на його величезну пащу. Такого роду прикраси воріт і дверей можна часто зустріти в яванському буддійському мистецтві.